# Schuyler Colfax
Schuyler Colfax (New York, 23 maart 1823 - Mankato (Minnesota), 13 januari 1885) was een Amerikaans politicus. Hij was de 17e vicepresident en de 27e voorzitter van het Huis van Afgevaardigden. 

## Levensloop
De vader van Colfax overleed vijf maanden voor zijn geboorte aan tuberculose. Zijn moeder en grootmoeder runden een pension. Op zijn tiende verliet Colfax de schoolbanken om in een winkel te gaan werken. Zijn moeder hertrouwde toen Colfax veertien was en het gezin vertrok naar de staat Indiana. Daar begon hij te schrijven voor de New York Tribune over de politiek in zijn nieuwe thuisstaat. Hij maakte snel naam voor zichzelf en op zijn negentiende was hij de hoofdredacteur van de krant South Bend Free Press. Hij werd eigenaar en veranderde de naam in St. Joseph Valley. De krant bleef de standpunten van de Whig Partij en later de Republikeinen steunen.
Colfax nam in 1849 deel aan de Constitutionele Conventie van Indiana, waar een grondwet voor de staat werd opgesteld. In 1852 stelde hij zich kandidaat voor het Huis van Afgevaardigden, maar verloor de verkiezingen van zijn Democratische opponent. Twee jaar later werd hij wel met succes gekozen.
Als Afgevaardigde zocht Colfax toenadering tot de Know Nothing Party en nam in juni van dat jaar deel aan een partijconventie, maar had dubbele gevoelens bij de groep en ontkende stelselmatig daarvan lid te zijn. Hij kon zich vinden in veel van de standpunten van de partij, maar had moeite met de geheimzinnigheid rondom de partij en het pro-slavernijstandpunt van de partij.
Toen de Whig Partij op haar laatste benen liep maakte Colfax de overstap naar de nieuw gevormde Republikeinse Partij. Binnen de nieuwe partij was hij een uitgesproken tegenstander van de slavernij. Colfax werd in 1863 gekozen tot voorzitter van het Huis van Afgevaardigden, nadat de zittende Speaker Galusha Grow zijn zetel had verloren. Als Speaker kondigde hij de stemming van het Dertiende amendement van de grondwet van de Verenigde Staten aan, dat ging over de afschaffing van de slavernij. Colfax stemde uiteraard voor het amendement.
Colfax reisde in 1865 samen met schrijver Samuel Bowles en de luitenant-gouverneur van Illinois William Bross door de territoriums van Mississippi tot Californië. Hun observaties werden opgetekend in het boek Our new West dat in 1869 het licht zag. Het boek bevatte een ooggetuigenverslag van Los Angeles en een weergave van de gesprekken die ze hadden met Brigham Young.
Vanaf 1869 tot 1873 was Colfax vicepresident tijdens de eerste ambtstermijn van president Ulysses S. Grant. In 1872 lekte uit dat hij betrokken was bij een van de vele corruptieschandalen die Grants regering teisterden en werd hij niet opnieuw genomineerd.
Colfax trok zich hierna terug uit de politiek. Hij overleed in 1885 op 61-jarige leeftijd. Plaatsen in acht staten en twee counties - Colfax County in Nebraska en Colfax County in New Mexico - zijn naar hem vernoemd.
Adams ·
Jefferson ·
Burr ·
Clinton ·
Gerry ·
Tompkins ·
Calhoun ·
Van Buren ·
R.M. Johnson ·
Tyler ·
Dallas ·
Fillmore ·
King ·
Breckinridge ·
Hamlin ·
A. Johnson ·
Colfax ·
Wilson ·
Wheeler ·
Arthur ·
Hendricks ·
Morton ·
Stevenson ·
Hobart ·
Roosevelt ·
Fairbanks ·
Sherman ·
Marshall ·
Coolidge ·
Dawes ·
Curtis ·
Garner ·
Wallace ·
Truman ·
Barkley ·
Nixon ·
L.B. Johnson ·
Humphrey ·
Agnew ·
Ford ·
Rockefeller ·
Mondale ·
Bush ·
Quayle ·
Gore ·
Cheney ·
Biden ·
Pence ·
Harris ·
Vance
- Gemeinsame Normdatei: 1072490900
- International Standard Name Identifier: 0000 0000 7392 0853
- Library of Congress Control Number: n85335914
- National Archives and Records Administration: 123865136
- Nationale bibliotheek van Australië: 35146325
- Nationale Bibliotheek van Israël: 987007376291605171
- Nederlandse Thesaurus van Auteursnamen: 142042013
- SNAC: w6ds3jvf
- Trove: 841638
- Biographical Directory of the United States Congress: C000626
- Virtual International Authority File: 23599111
- WorldCat: E39PBJmhM7bkJgpfFkvjcxkdQq